# Caputxí variegat
El caputxí variegat (Cebus versicolor) és una espècie de primat de la família dels cèbids. És endèmic del nord de Colòmbia, on viu a banda i banda del riu Magdalena. El seu hàbitat natural són els boscos tropicals de plana i els boscos inundables. Es tracta d'un quadrúpede arborícola de dieta omnívora. És una espècie en perill a causa de la destrucció del seu hàbitat per la ramaderia bovina a gran escala, la indústria de l'oli de palma i la mineria. El seu nom específic, versicolor, té el mateix significat en llatí que en català.